# Praomys mutoni
Praomys mutoni  (van der Straeten & Dudu, 1990) è un roditore della famiglia dei Muridi endemico della Repubblica Democratica del Congo.

## Descrizione

### Dimensioni
Roditore di piccole dimensioni, con la lunghezza della testa e del corpo tra 97 e 139 mm, la lunghezza della coda tra 113 e 171 mm, la lunghezza del piede tra 20 e 24 mm, la lunghezza delle orecchie tra 16 e 20 mm e un peso fino a 57 g.

### Aspetto
La pelliccia è soffice. Le parti superiori sono grigio-brunastre scure. Le parti ventrali sono biancastre, con la base dei peli grigia. La coda è più lunga della testa e del corpo, è uniformemente scura e cosparsa di pochi peli. Le femmine hanno un paio di mammelle pettorali e 2 paia inguinali.

## Biologia

### Comportamento
È una specie notturna e parzialmente arboricola.

### Riproduzione
Femmine gravide sono state osservate a dicembre e a febbraio. Danno alla luce 2-3 piccoli alla volta.

## Distribuzione e habitat
Questa specie è conosciuta nella foresta di Masako e Irangi, nella Repubblica Democratica del Congo settentrionale.
Vive nelle foreste umide primarie lungo i fiumi.

## Conservazione
La IUCN Red List, considerata l'assenza di informazioni sufficienti sull'areale, la storia naturale e le minacce, classifica P.mutoni come specie con dati insufficienti (DD).